# Contracción tensorial
En álgebra multilineal, una contracción tensorial (o contracción de un tensor) es una operación sobre un tensor que surge del emparejamiento canónico de un espacio vectorial y de su espacio dual. En componentes, se expresa como una suma de productos de componentes escalares de los tensores generados al aplicar el convenio de suma de Einstein a un par de índices ficticios que están unidos entre sí en una expresión. La contracción de un solo tensor mixto se produce cuando un par de índices literales (uno como subíndice y el otro como superíndice) del tensor se igualan entre sí y se suman. En la notación de Einstein esta suma está integrada en la propia notación. El resultado es otro tensor con el orden reducido en 2.
La contracción tensorial puede verse como una generalización del concepto de traza.

## Formulación abstracta
Sea V un espacio vectorial sobre un cuerpo k. El núcleo de la operación de contracción, y el caso más simple, es el emparejamiento canónico de V con su espacio vectorial dual V∗. El emparejamiento es la aplicación lineal del producto tensorial de estos dos espacios sobre el cuerpo k:
{\displaystyle C:V\otimes V^{*}\rightarrow k}
correspondiente a la forma bilineal
{\displaystyle \langle v,f\rangle =f(v)}
donde f está en V∗ y v está en V. La aplicación C define la operación de contracción en un tensor de tipo (1, 1), que es un elemento de {\displaystyle V\otimes V^{*}}. Téngase en cuenta que el resultado es un escalar (un elemento de k). En dimensión finita, utilizando el isomorfismo natural entre {\displaystyle V\otimes V^{*}} y el espacio de la aplicación lineal de V sobre V, se obtiene una definición sin base de la traza.
En general, un tensor de tipo (m, n) (con m ≥ 1 y n ≥ 1) es un elemento del espacio vectorial
{\displaystyle V\otimes \cdots \otimes V\otimes V^{*}\otimes \cdots \otimes V^{*}}
(donde hay m factores V y n factores V∗). Aplicando el emparejamiento canónico al késimo factor V y al lésimo factor V∗, y utilizando la identidad en todos los demás factores, se define la operación de contracción (k, l), que es una aplicación lineal que produce un tensor de tipo (m − 1, n − 1). Por analogía con el caso (1, 1), la operación de contracción general a veces se denomina traza.

## Contracción en la notación de índices
En notación tensorial indexada, la contracción básica de un vector y un vector dual se denota por
{\displaystyle {\tilde {f}}({\vec {v}})=f_{\gamma }v^{\gamma },}
que es una abreviatura de la suma de coordenadas explícita
{\displaystyle f_{\gamma }v^{\gamma }=f_{1}v^{1}+f_{2}v^{2}+\cdots +f_{n}v^{n}}
(donde vi son los componentes de v en una base particular y fi son los componentes de f en la base dual correspondiente).
Dado que un tensor diádico mixto general es una combinación lineal de tensores descomponibles de la forma {\displaystyle f\otimes v}, la fórmula explícita para el caso diádico es la siguiente:
{\displaystyle \mathbf {T} =T_{j}^{i}\mathbf {e} _{i}\otimes \mathbf {e} ^{j}}
que es un tensor diádico mixto. Entonces su contracción es
{\displaystyle T_{j}^{i}\mathbf {e} _{i}\cdot \mathbf {e} ^{j}=T_{j}^{i}\delta _{i}{}^{j}=T_{j}^{j}=T_{1}^{1}+\cdots +T_{n}^{n}}.
Una contracción general se denota etiquetando un índice covariante y un índice contravariante con la misma letra, la suma de ese índice está implícita en el convenio de suma de Einstein. El tensor contraído resultante hereda los índices restantes del tensor original. Por ejemplo, contraer un tensor T de tipo (2,2) en el segundo y tercer índice para crear un nuevo tensor U de tipo (1,1) se escribe como
{\displaystyle T^{ab}{}_{bc}=\sum _{b}{T^{ab}{}_{bc}}=T^{a1}{}_{1c}+T^{a2}{}_{2c}+\cdots +T^{an}{}_{nc}=U^{a}{}_{c}.}
Por el contrario, sea
{\displaystyle \mathbf {T} =\mathbf {e} ^{i}\otimes \mathbf {e} ^{j}}
un tensor diádico no mixto. Este tensor no se contrae; si sus vectores base son punteados, el resultado es el tensor métrico contravariante,
{\displaystyle g^{ij}=\mathbf {e} ^{i}\cdot \mathbf {e} ^{j}},
cuyo rango es 2.

## Contracción métrica
Como en el ejemplo anterior, en general no es posible la contracción de un par de índices que son ambos contravariantes o ambos covariantes. Sin embargo, en presencia de un espacio prehilbertiano g (también conocido como métrico), tales contracciones son posibles. Se utiliza la métrica para subir o bajar uno de los índices, según sea necesario, y luego se utiliza la operación habitual de contracción. La operación combinada se conoce como contracción métrica.

## Aplicación a campos tensoriales
La contracción se aplica a menudo a campos tensoriales sobre espacios (por ejemplo, el espacio euclídeo, las variedadess o los esquemas). Dado que la contracción es una operación puramente algebraica, se puede aplicar puntualmente a un campo tensorial, como por ejemplo, si T es un campo tensorial (1,1) en el espacio euclídeo, entonces, en cualquier coordenada, su contracción (un campo escalar) U en un punto x viene dada por
{\displaystyle U(x)=\sum _{i}T_{i}^{i}(x)}
Dado que el papel de x aquí no es complicado, a menudo se suprime y la notación para campos tensoriales se vuelve idéntica a la de los tensores puramente algebraicos.
Sobre una variedad de Riemann, hay disponible una métrica (campo de productos internos), y tanto las contracciones métricas como las no métricas son cruciales para la teoría. Por ejemplo, el tensor de Ricci es una contracción no métrica del tensor de curvatura, y la curvatura escalar de Ricci es la contracción métrica única del tensor de Ricci.
También se puede ver la contracción de un campo tensorial en el contexto de módulos sobre un anillo propio de funciones en la variedad o el contexto de haces de módulos sobre una estructura de haces; (véase la discusión al final de este artículo).

### Divergencia tensorial
Como aplicación de la contracción de un campo tensorial, sea V un campo vectorial sobre una variedad de Riemann (por ejemplo, un espacio euclídeo). Sea {\displaystyle V^{\alpha }{}_{\beta }} la derivada covariante de V (en alguna elección de coordenadas). En el caso de las coordenadas cartesianas en el espacio euclídeo, se puede escribir
{\displaystyle V^{\alpha }{}_{\beta }={\partial V^{\alpha } \over \partial x^{\beta }}.}
Entonces, cambiar el índice β a α hace que el par de índices quede vinculado entre sí, de modo que la derivada se contrae consigo misma para obtener la siguiente suma:
{\displaystyle V^{\alpha }{}_{\alpha }=V^{0}{}_{0}+\cdots +V^{n}{}_{n},}
que es la divergencia div V. Entonces
{\displaystyle \operatorname {div} V=V^{\alpha }{}_{\alpha }=0}
es una ecuación de continuidad para V.
En general, se pueden definir varias operaciones de divergencia en un campo tensorial de rango superior, de la siguiente manera. Si T es un campo tensorial con al menos un índice contravariante, tomando la derivada covariante y contrayendo el índice contravariante elegido con el nuevo índice covariante correspondiente al diferencial se obtiene un nuevo tensor de rango uno inferior al de T.

## Contracción de un par de tensores
Se puede generalizar la operación de contracción central (vector con vector dual) de una manera ligeramente diferente, considerando un par de tensores T y U. El producto tensorial {\displaystyle T\otimes U} es un nuevo tensor que, si tiene al menos un índice covariante y un índice contravariante, se puede contraer. El caso en el que T es un vector y U es un vector dual es exactamente la operación principal que se presentó primero en este artículo.
En notación tensorial indexada, para contraer dos tensores entre sí, se colocan uno al lado del otro (yuxtapuestos) como factores del mismo término. Esto induce el producto tensorial, produciendo un tensor compuesto. La contracción de dos índices en este tensor compuesto supone la contracción deseada de los dos tensores.
Por ejemplo, las matrices se pueden representar como tensores de tipo (1,1), siendo el primer índice contravariante y el segundo covariante. Sean {\displaystyle \Lambda ^{\alpha }{}_{\beta }} los componentes de una matriz y sean {\displaystyle \mathrm {M} ^{\beta }{}_{\gamma }} los componentes de una segunda matriz. Entonces, su multiplicación viene dada por la siguiente contracción, un ejemplo de contracción de un par de tensores:
{\displaystyle \Lambda ^{\alpha }{}_{\beta }\mathrm {M} ^{\beta }{}_{\gamma }=\mathrm {N} ^{\alpha }{}_{\gamma }}.
Además, el producto interior de un vector con forma diferencial es un caso especial de contracción de dos tensores entre sí.

## Contextos algebraicos más generales
Sea R un anillo conmutativo y sea M un módulo finito y libre sobre R. Entonces, la contracción opera en el álgebra tensorial completa (mixta) de M exactamente de la misma manera que en el caso de espacios vectoriales sobre un cuerpo (el hecho clave es que el emparejamiento canónico sigue siendo perfecto en este caso).
De manera más general, sea OX un haz de anillos conmutativos sobre un espacio topológico X, como por ejemplo OX podría ser la estructura de haz de una variedad compleja, espacio analítico o esquema. Sea M un haz localmente libre de módulos sobre OX de rango finito. Entonces, el dual de M todavía se comporta consistentemente y las operaciones de contracción tienen sentido en este contexto.